# Jade Wiel
Jade Wiel (Aix-en-Provence, 2 aprile 2000) è una ciclista su strada e ciclocrossista francese che corre per il team FDJ-Suez; professionista dal 2019, nello stesso anno ha vinto il titolo nazionale in linea.

## Palmarès

### Strada
- 2018 (Juniores)

Campionati francesi, Prova a cronometro Junior
- 2019 (FDJ Nouvelle-Aquitaine Futuroscope, una vittoria)

Campionati francesi, Prova in linea Elite

### Ciclocross
- 2016-2017 (Juniores)

Campionati francesi, Junior
- 2017-2018 (Juniores)

Cyclocross de Balan Ardennes (Balan)
Campionati francesi, Junior

## Piazzamenti

### Grandi Giri
- Giro d'Italia

2024: non partita (6ª tappa)
- Tour de France

2023: 67ª
- Vuelta a España

2023: 32ª

### Competizioni mondiali
- Campionati del mondo su strada

Bergen 2017 - Cronometro Junior: 10ª
Bergen 2017 - In linea Junior: 5ª
Innsbruck 2018 - Cronometro Junior: 17ª
Innsbruck 2018 - In linea Junior: 5ª
Wollongong 2022 - In linea Elite: ritirata
Zurigo 2024 - In linea Elite: ritirata
- Campionati del mondo di ciclocross

Bieles 2017 - Under-23: 18ª
Valkenburg 2018 - Under-23: 28ª

### Competizioni continentali
- Campionati europei su strada

Brno 2018 - Cronometro Junior: 16ª
Zlín 2018 - In linea Junior: 5ª
Alkmaar 2019 - In linea Under-23: 43ª
Plouay 2020 - In linea Under-23: 24ª
Trento 2021 - In linea Under-23: 16ª
Anadia 2022 - In linea Under-23: 13ª
Drenthe 2023 - In linea Elite: 26ª